# Château de Châtelard
El castillo de Châtelard (châteu de Châtelard) (pronunciación en francés: /ʃatø dy ʃatlaʁ/) es una casa fortificada ubicada en Montagnieu, Francia. Fue construida en el siglo XIII y parte de ella cuenta con protección parcial como monumento histórico desde 1989. Es una propiedad privada, cerrado al público, no siendo posible visitarla. Sin embargo en 2019, con motivo de los Jornadas del Patrimonio Europeo, fue abierta y se organizaron visitas guiadas por la casa y sus alrededores.
Además de la casa, el conjunto arquitectónico incluye dos terrazas con establos bordeado por muros formados por varias torres. La torre del homenaje fue construida en el siglo XV y en el siglo XVII todo el complejo fue remodelado completamente. El edificio principal cuenta con dos pisos y el tejado a dos aguas está rematado con buhardillas y tejas de tipo carey.

## Historia
Hasta el siglo XV, el conjunto fue conocido como Domus Forte Capella Castellario, que significa «casa fortificada y capilla de Châtelard». Su posición privilegiada, con amplias vistas de los alrededores, fue utilizada para defender la pequeña ciudad de La Tour-du-Pin contra las tropas enemigas provenientes del valle del río Hien.
En el siglo XVII, el área de Chatelard —incluido el château— fue puesta en venta, y el 28 de agosto de 1638 fue comprada por Jean Baptiste de la Porte. Luego la propiedad volvió a ser vendida y pasó por varias familias. Finalmente, el 28 de diciembre de 1885 fue adquirida por la familia Bellecombe, actuales dueños del conjunto.